# Angelo Felici
Angelo Felici (ur. 26 lipca 1919 w Segni, zm. 17 czerwca 2007 w Rzymie) – włoski duchowny katolicki, dyplomata watykański, wysoki urzędnik Kurii Rzymskiej, kardynał.

## Życiorys
Studiował w Pontyfikalnym Kolegium Leonine w Anagni oraz na uczelniach rzymskich – Papieskiej Akademii Duchownej, Papieskim Uniwersytecie Laterańskim i Papieskim Uniwersytecie Gregoriańskim (obronił doktorat z prawa kanonicznego). Święcenia kapłańskie przyjął 4 kwietnia 1942. Od 1945 pracował w watykańskim Sekretariacie Stanu, a także wykładał w Papieskiej Akademii Duchownej. Otrzymał tytuły honorowe nadzwyczajnego tajnego szambelana papieskiego (1949) i prałata domowego (1958). Od 1964 pełnił funkcję podsekretarza w Kongregacji Nadzwyczajnych Spraw Kościoła.
22 lipca 1967 został mianowany pronuncjuszem w Holandii, otrzymał także tytularne arcybiskupstwo Caesariana. Odebrał święcenia biskupie 24 września 1967 od sekretarza stanu, kardynała Amleto Cicognaniego. W maju 1976 został przeniesiony na nuncjusza w Portugalii, a w sierpniu 1979 – we Francji. W czerwcu 1988 Jan Paweł II wyniósł go do godności kardynalskiej, z nadaniem diakonii Ss. Biagio e Carlo ai Catinari. Felici zakończył tym samym misję dyplomatyczną we Francji (zastąpił go arcybiskup Lorenzo Antonetti, przyszły kardynał), a w lipcu 1988 został prefektem watykańskiej Kongregacji Spraw Kanonizacyjnych w miejsce kardynała Pietro Palazziniego.
Brał udział w sesjach Światowego Synodu Biskupów w Watykanie. W czerwcu 1995 zrezygnował z funkcji prefekta Kongregacji (ze względu na osiągnięcie wieku emerytalnego), od grudnia 1995 do kwietnia 2000 pełnił funkcję prezydenta Papieskiej Komisji Ecclesia Dei. W styczniu 1999 został promowany do rangi kardynała prezbitera, zachowując na zasadzie pro hac vice dotychczasową diakonię Ss. Biagio e Carlo ai Catinari jako tytuł prezbiterski. W lipcu 1999 ukończył 80 lat i utracił prawo udziału w konklawe.